# 地域安全保障システム
地域安全保障システム（ちいきあんぜんほしょうシステム、Regional Security System、RSS）は、東カリブ海地域の安全保障協定である。
なお、「地域安全保障システム」の語は少なくとも日本では、（具体的な安全保障協定の名称としてでなく）一般名詞として用いられることもあるが、その用法に関する解説は本記事では行わない。

## 概要
1970年代後半から1980年代前半にかけて、地域の安定に影響を与えていた軍事的脅威への集団的対応の必要性から1982年に設立された。
1983年のグレナダ侵攻にアメリカ軍と共に介入した。
加盟国は軍事力が小規模、もしくは軍事力を持たない国が多いため、刑務所での暴動鎮圧や、違法栽培の麻薬植物の駆除など、一国の軍事力や警察力では対応できない治安維持任務や警察任務の補助にも出動する事が多い。また、地域の特性としてハリケーンが多いため、その災害において捜索救助やインフラの復旧作業に関わる事もある。
加盟国の他、アメリカ合衆国とカナダが援助国として参加している。

## 加盟国
加盟国は次の7か国。
- セントクリストファー・ネイビス
- アンティグア・バーブーダ
- ドミニカ国 - 軍隊を持たない代わりに沿岸警備隊と特殊部隊を含むドミニカ国警察隊を保有する。
- セントルシア - 軍隊を持たない代わりに沿岸警備隊と特殊部隊を含む王立セントルシア警察隊を保有している。
- バルバドス
- セントビンセント・グレナディーン - 軍隊を持たない代わりに王立セントビンセント・グレナディーン警察隊と沿岸警備隊を保有している。
- グレナダ - グレナダ侵攻終結後に加盟。軍隊の代わりに王立グレナダ警察隊と沿岸警備隊を保有している。
- ガイアナ[1]